# 돌아온 그린맨
《돌아온 그린맨》은 2000년 10월 6일부터 2001년 8월 17일까지 EBS에서 방영한 특촬물이자 어린이 드라마이다. 총 46부작으로 제작되었다.

## 줄거리
지구환경을 주제로 한 줄거리가 주류이며 환경을 더럽히는 악당으로 환경파괴범인 기레쓰 군단에 맞서 싸우는 줄거리로 진행된다. 그래서 악당인 기레쓰 군단은 지구환경을 더럽히기 위해 항상 주변을 오염시킬 궁리를 하며 평상시엔 주변의 친근한 사람으로 위장해 사람들을 속인다. 주인공인 그린맨은 그러한 기레쓰 군단을 저지하기 위해 나타났으며 환경수호라는 파수꾼의 역할을 맞는다.

## 등장인물
돌아온 그린맨의 등장인물은 다음과 같다.

### 선역
- 그린맨: 주인공으로 기레쓰 군단과 맞서 싸운다. 평소 직업은 방송국 말단 PD로, 본명은 그린맨이지만 지구식으로는 최동옥. (제희준 분)
- 김국장: 초록방송 국장. (김영대 분)
- 강소연: 초록뉴스의 여자 진행자. (홍예나 분)
- 이찬 기자: 초록뉴스의 기자로, 초반부에 등장. 중반부에서 기레쓰 군단에게 납치당한다. (조민호 분)
- 박영구 기자: 초록뉴스의 기자로, 후반부에 등장. (김민재 분)
- 가그린: 가짜 그린맨으로, 정신병원에서 탈출한 정신병자.
- 미소녀 박사: 중반부에 등장. 편대장과 절친함.

### 악역
- 막가조: 이 작품의 악역으로, 편대장이 막가조와 통신을 할때면 막가조가 편대장을 향해 '기레쓰!'라고 외치며 경례를 한다. 마지막화에서 지구에서 혼자 남게 된다. (김형진 분)
- 막가조 쫄병:막가조의 부하이자, 기레쓰 군단의 병사.
- 편대장: 기레쓰 군단의 편대장. 그린맨과 마지막으로 싸우는 등장인물이다.

## 에피소드
- 2000년 10월 06일 제1회: 물고기 살리기 작전
- 2000년 10월 13일 제2회: 지구의 보호막을 지켜라!
- 2000년 10월 20일 제3회: 종이컵? 편하잖아요
- 2000년 10월 27일 제4회: 물낭비 방지 대작전
- 2000년 11월 03일 제5회: 건전지는 재활용품
- 2000년 11월 10일 제6회: 배기가스를 줄여라
- 2000년 11월 17일 제7회: 남기면 버리지 뭐
- 2000년 11월 24일 제8회: 시끄러워 못살겠어요
- 2000년 12월 01일 제9회: 아빠! 우리 자전거 타요
- 2000년 12월 08일 제10회: 화장지를 아껴씁시다!
- 2000년 12월 15일 제11회: 한겨울에 웬 선풍기?
- 2000년 12월 22일 제12회: 막타클로스의 선물
- 2000년 12월 29일 제13회: 숲을 보호하라
- 2001년 01월 05일 제14회: 반갑다, 반달곰
- 2001년 01월 12일 제15회: 엄마! 장바구니 가져가세요
- 2001년 01월 19일 제16회: 전자파를 차단하라
- 2001년 01월 26일 제17회: 막가조! 지구를 지배하다
- 2001년 02월 02일 제18회: 합성세제, 조금만 쓰세요
- 2001년 02월 09일 제19회: 죽음의 재, 다이옥신 1부
- 2001년 02월 16일 제20회: 죽음의 재, 다이옥신 2부
- 2001년 02월 23일 제21회: 학용품을 아껴 쓰자!
- 2001년 03월 02일 제22회: 종이! 아껴 쓰세요
- 2001년 03월 09일 제23회: 폐형광등 분리수거하세요
- 2001년 03월 16일 제24회: 공동보호구역 DMZ
- 2001년 03월 23일 제25회: 분리수거하세요
- 2001년 03월 30일 제26회: 전기 낭비 안 돼요, 안 돼!
- 2001년 04월 06일 제27회: 황사가 불어오면
- 2001년 04월 13일 제28회: 아나바다 장터에서 만나요
- 2001년 04월 20일 제29회: 자나깨나 산불 조심
- 2001년 04월 27일 제30회: 우유팩 분리수거 아직도 모르세요?
- 2001년 05월 04일 제31회: 소풍 가서 생긴 일
- 2001년 05월 11일 제32회: 강물을 보호하는 설거지 방법
- 2001년 05월 18일 제33회: 누가 알루미늄 캔을 버렸나?
- 2001년 05월 25일 제34회: 금반지 대소동
- 2001년 06월 01일 제35회: 수돗물 바이러스를 막아라!
- 2001년 06월 08일 제36회: 중고 가전제품, 어디에 버리나요?
- 2001년 06월 15일 제37회: 매연으로 뒤덮힌 하늘
- 2001년 06월 22일 제38회: 그린맨! 지구를 지켜줘!
- 2001년 06월 29일 제39회: 생명의 땅, 갯벌을 살리자
- 2001년 07월 06일 제40회: 해적왕 막선장을 막아라
- 2001년 07월 13일 제41회: 산업쓰레기로 병드는 땅
- 2001년 07월 20일 제42회: 비상! 오존주의보
- 2001년 07월 27일 제43회: 에어컨! 덥다고 마구 틀면 안 돼요!
- 2001년 08월 03일 제44회: 막가조의 농촌일기
- 2001년 08월 10일 제45회: 나무젓가락 정도야, 뭐 어때?
- 2001년 08월 17일 제46회: 푸른 지구 만들어 가요